# Kuća Mardešić u Visu
Kuća Mardešić, u gradiću Visu, Biskupa Mihe Pušića 3/5, zaštićeno kulturno dobro.

## Opis dobra
Kamena kuća Mardešić izgrađena je sred viške Luke, na samoj obali. Izvorno dvokatnica kasnije je nadograđena trećim katom. Pred kućom je kamenom popločano dvorište ograđeno kamenim zidom u koje se ulazilo izravno s mora sa sjeverne strane i bočno, zapadnim kopnenim vratima. U dvorištu je cisterna nad kojom je u visini prvog kata terasa do koje vodi vanjsko stubište, dok je na drugom katu u osi pročelja dugačak balkon. Iako je izvorni izgled kuće promijenjen pregradnjama, zadržala je svoje skladno mjerilo zgrade prelaznog renesansno - baroknog sloga 17. st., s izrazito naglašenom arhitektonskom plastikom.

## Zaštita
Pod oznakom Z-6221 zavedena je kao nepokretno kulturno dobro - pojedinačno, pravna statusa zaštićena kulturnog dobra, klasificirano kao "stambene građevine".